# Provincia de Xing'an
Xing'an (en chino: 興安省, pinyin: Xing'an sheng) o Hsingan se refiere a una antigua provincia china, que una vez ocupó el oeste de Heilongjiang y parte del noroeste de Liaoning. El nombre se relaciona con la de los de las Montañas Khingan. Otro nombre utilizado para esta tierra fue Barga, que también fue usado para la parte oriental de la provincia, el distrito de Barga.

## Administración
La capital de Xing'an era la ciudad de Hailar (o Hulun), ubicada sobre la línea ferroviaria del  Transmanchuriano, cerca de la frontera con Rusia. Xing'an se dividía en varios subprefecturas, de forma similar a otras provincias de Manchukuo. La segunda ciudad de importancia fue Manzhouli.

## Historia
El anto (provincia) de Xing'an fue creado en 1932 como una subdivisión administrativa del Manchukuo controlado por los japoneses. De 1939 a 1943, la provincia fue dividida en cuatro partes, llamadas Xing'an del Norte, Xing'an del Oriente, Xing'an del Sur y Xing'an del Oeste. Estas cuatro provincias se reunieron en una provincia consolidada de Xing'an (興安総省) en 1943. Tenía unos 380.000 km², abarcabdo casi un tercio de la superficie de Manchukuo.
La población de Xing'an se estimaba de 965.000 personas en 1935, predominantemente de etnia mongol, y por lo tanto, era administrada por un príncipe mongol local (bajo la supervisión de un supervisor residente japonés).
Xing'an fue el escenario de una serie de enfrentamientos en las guerras fronterizas entre soviéticos y japoneses, especialmente el incidente Nomonhan donde el Ejército de Kwantung y el Ejército Imperial de Manchukuo fueron derrotados por el Ejército Rojo soviético en 1939.
Después de la anexión de Manchukuo por la República de China luego del final de la Segunda Guerra Mundial, el Kuomintang continuó reconociendo el área como la provincia de Xing'an, con la capital en Hailar. Sin embargo, bajo la administración de la República Popular China a partir de 1949, el área fue anexada a la región autónoma de Mongolia Interior, con estatus de ciudad con nivel de prefectura y que ahora se conoce como Hulun Buir. La población se estima en más del 80% de la etnia china han.

## Economía
En el periodo de Manchukuo, Xing'an fue principalmente una zona agrícola, destacándose en el cultivo de cereales, especialmente trigo, soja y maíz, así como la cría de ganado vacuno, ganado ovino, equino y otros. El principal activo económico de Xing'an fueron sus vastos depósitos de carbón, principalmente en la colina de Chalai Nor, a 25 kilómetros de la estación fronteriza de Manzhouli, donde 290.000 toneladas métricas eran extraídas anualmente. Xing'an fue también una zona de comercio entre Manchukuo, la Unión Soviética y la República Popular de Mongolia.